# Nassauvieae
Nassauvieae es una tribu de plantas con flores perteneciente a la familia Asteraceae, subfamilia Mutisioideae.
Para mayor información véase Asteraceae.

## Géneros
- según APG II
  - Acourtia, Ameghinoa, Berylsimpsonia, Burkartia, Calopappus, Calorezia, Cephalopappus, Criscia, Dolichlasium, Holocheilus, Jungia, Leucheria, Leunisia, Lophopappus, Macrachaenium, Marticorenia, Moscharia, Nassauvia, Oxyphyllum, Panphalea, Perezia, Pleocarphus, Polyachyrus, Proustia, Triptilion, Trixis[2]